# Liste der Universitäten in Utah
Liste von Universitäten und Colleges im US-Bundesstaat Utah, wobei in Klammern jeweils die Zahl der Studierenden im Herbst 2020 angegeben ist:

## Staatliche Hochschulen
- Southern Utah University, Cedar City (12.582)
- University of Utah, Salt Lake City (33.081)
- Utah State University, Logan (27.691)
- Utah Tech University, St. George (12.043)
- Utah Valley University, Orem (40.936)
- Weber State University, Ogden (29.596)

## Private Hochschulen
- Brigham Young University, Provo (36.461)
- Neumont College of Computer Science, Salt Lake City, vormals Neumont University (529)
- Westminster College, Salt Lake City (1.849)
- Webster University Utah
- Western Governors University, Millcreek, eine Online-Universität

## Ehemalige Hochschulen
- Das Stevens-Henager College war eine private Hochschule, die 1891 gegründet wurde. Sie wurde zunächst als Intermountain Business College geführt und hatte ihren Sitz in Ogden. Das College hatte zuletzt neben der Zentral für Onlinekurse in Salt Lake City weitere Standorte, beispielsweise in Logan, Orem und St. George, außerdem in Idaho in Logan und Idaho Falls. Es wurde 2021 geschlossen. Auch die zum Stevens-Henager-College gehörende Independence University, die die Online-Kurse des Colleges gab, wurde geschlossen; am 1. August 2021 stellte sie den Betrieb ein.